# TikTok
TikTok（ティックトック、中国名：抖音（ドウイン、拼音: Dǒuyīn, 英語: Douyin）は、ByteDanceが運営する動画に特化したソーシャルネットワーキングサービス。音符状のロゴは「抖音」の拼音表記「Dǒuyīn」の頭文字「D」に由来する。また、「抖音」は中国語でビブラートを意味する。日本ではBytedance株式会社（代表者：佐藤陽一）が運営している。
TikTokは、もともと2016年9月に中国市場でリリースされた抖音の国際版である。TikTokは2017年に中国本土以外のほとんどの市場でiOSおよびAndroid向けに提供開始されたが、2018年8月2日に別の中国のSNSのMusical.lyと合併してから世界中で利用できるようになり、2021年にGoogleを抜いて世界で最も人気なドメインとなった｡
Facebookなどのソーシャルメディアと同様に、TikTokも依存症などの心理的影響をめぐる懸念や、不適切なコンテンツ、誤報、検閲、モデレーション、ユーザーのプライバシーに関して批判を受けているほか、中国共産党との関係など、国家安全保障の観点からアプリの利用に関する懸念が広く寄せられている。

## 特徴

### 使用方法
アプリでは音楽クリップの視聴のみならず、短編動画クリップの撮影および編集、さらに動画クリップへの特殊効果の追加が可能となっている。BGMをリストから選択し（BGMリストにはヒップホップやテクノなど多種多様なジャンルの楽曲が収録）、撮影した動画にBGMを組み合わせて編集することで、オリジナルの動画が作成できる（撮影時間は最大3分）。
作成した動画はTikTok上に公開することができ、また動画を端末内に保存することも可能である（簡単な動画編集アプリとしても使える仕様になっている）。また、アプリがインストールされていない環境や、アプリがリリースされていないWindows・Macなどのパソコン環境でも、各動画に付与されるURLにアクセスすることでブラウザから投稿された動画を視聴・ダウンロードする事が可能な仕様となっているが、2021年3月現在、ブラウザからは投稿された動画の視聴・ダウンロードや動画投稿、コメントなどの一部の機能のみ利用可能であり、アプリと同等の動画編集機能やプロモート機能などはない。
アプリにはなくブラウザにある機能として予約投稿がある。また、TikTokLive機能は誰でも使えるわけではなく、16歳以上、基本サービスのフォロワーが300人以上など利用制限が設けられている。
2025年1月20日、米国のトランプ大統領は、TikTokの米国の事業をByteDanceが売却しなければ、米国でTikTok利用を禁止する措置を、75日間保留するように司法長官に命ずる大統領令に署名した。国家安全保障上のリスクは深刻なものではないと発言している。

### 技術
人工知能を使用してユーザーの興味や好みを分析し、各ユーザーにパーソナライズされたコンテンツフィードを表示している。

### 広告
広告主が作成したショートムービーが表示される。広告の種類には以下の3つがある。
- 起動画面広告
  - アプリの起動時に全画面表示される。
- インフィード広告
  - ユーザーに表示される「おすすめ」チャンネルに組み込まれて表示される。
- ハッシュタグ（#）チャレンジ
  - 企業はハッシュタグを設定し、そのハッシュタグに関連する動画投稿をユーザーに促すユーザー参加型のコンテンツ。

## 歴史

### 抖音短视频（Douyin）の年表
- 2016年9月、ByteDanceが中国本土で抖音（Douyin）のサービス開始。
- 2017年11月、ライブ動画配信機能を開始[18][19]
- 2017年12月、「ダンスバトルマシーン」機能のリリースにより、中国のApp Storeで無料ダウンロード1位獲得[20][21]
- 2021年6月、抖音Web版のサービス開始[22]
- 2022年9月、ユーザーのコメントを動画上に表示する「弾幕」機能のテストを開始[23]

### TikTokの年表
2017年9月13日、ByteDanceは、米国の10代をターゲットにした人気のソーシャルメディアプラットフォームを所有するMusical.lyを買収と合併。買収額は最大で10億ドルを費やした。だが、その際に米国政府の承認を得ていなかったと、2019年11月2日に報道された。同日、インドネシア市場に参入。国際版（TikTok）のサービス開始。
2018年1月23日、TikTokはタイのApp Storeで無料のモバイルアプリのうちNo.1ダウンロードを獲得する。同年2月、音楽を収益化するためにModern Skyと提携する。
2018年6月、TikTokは世界中で5億人のアクティブユーザに到達。
2018年8月2日、TikTokがmusical.lyと正式に合併。既存のアカウントとデータを1つのアプリに統合し、大規模なビデオコミュニティとなった。統合に伴い、アプリ名も「TikTok」で統一された、両方のアプリユーザーは1つのプラットフォームで動画投稿を続けることができるようになっている。また、musical.ly、TikTokでそれぞれ人気の高かった機能が盛り込まれ、新機能も追加された。musical.lyの共同創業者で現在はTikTokのシニアバイスプレジデントであるAlex Zhuは「musical.ly とTikTokは、誰もがクリエイターになれるようにする共通のビジョンを持っており、統合されることは自然な流れです」とコメントしている。TikTokと華納音楽グループ、環球音楽グループ、日本の音楽版権管理団体JASRACと提携・協力関係を結んだ。
2018年10月1日には、ソフトバンク、米投資ファンドKKR、同じく米国のジェネラル・アトランティックなどの企業が、Bytedanceへの出資を表明。
2018年10月19日にAvexは、TikTokの運営会社Bytedanceと提携すると発表した。
2018年現在、150か国以上・75の言語で利用が可能。2018年には、ダウンロード数が推定1億400万ダウンロードを記録し、世界的に人気が高いPUBG Mobile、YouTube、WhatsApp、Instagramの同時ダウンロード数を一時上回った。
2021年7月1日、撮影時間の上限をこれまでの60秒から3分に延長した。また、月間アクティブユーザー数が10億人を超えた。
2022年3月6日、ロシアでの動画投稿サービスを停止すると発表、一方、ユーザーがテキストメッセージをやり取りするサービスは継続する方針を示した。
2023年2月21日、テレビ向けアプリの提供を開始した。提供開始時点ではGoogle TVとAndroid TV、Amazon Fire TVに対応し、後日LG社製のスマートテレビにも対応する予定。なお、TikTok LIVEの視聴は出来ないとしている。
2023年6月、クリエイターが動画を有料のプレミアムコンテンツとして投稿できる機能「Series」を発表。
2024年1月31日、ユニバーサルミュージック（UMG）と合意が得られず、楽曲を使用できなくなった。この理由としてUMG側はTikTokは生成AIを推進しており、アーティストとソングライターに適切な報酬を支払っておらず、ユーザーの安全性を軽視していることの3点を挙げた。TikTokが望む契約を結ぶことは「AIによるアーティストの置き換えを支援するのと同義だ」としている。
2024年2月、LIVEクリエイターが有料登録者と交流できる機能「Sub Space」のテストを開始。
2024年5月2日、ユニバーサルミュージック（UMG）と新たな契約が結ばれ楽曲が使用可能となった。

## 日本の状況
日本では2017年10月にサービス提供を開始した。
その後、2018年に10, 20代の若年層を中心に大きな流行を見せ、2018年の新語・流行語大賞で「TikTok」がノミネートされたり、JC・JK流行語大賞2018で「TikTok」がアプリ部門1位、配信者を指す「TikToker」がコトバ部門4位に選ばれたりした。また、日本のApp Storeで配信されている無料アプリの2018年のダウンロード数ランキングでLINEやGoogle マップなどの代表的なアプリを抑え、TikTokが1位となった。
若年層以外へ訴求するため、2018年夏以降CMも積極的に展開している。有名人を起用し、露出を増加させることに成功した。ドラマ『獣になれない私たち』ではスポンサーになり、劇中の登場人物がTikTokを利用するテレビCMを放送した。『第69回NHK紅白歌合戦』ではいきものがかりが「じょいふる」を歌唱するステージで、コラボキャンペーンに参加した一般ユーザーが投稿した動画の一部をステージ演出に取り入れる試みが行われた。2021年4月からは中京テレビ制作の全国ネットで毎週火曜日19:00〜56（JST・一部地域を除く）放送の「ヒューマングルメンタリー オモウマい店」のスポンサーの一社になり、番組公式TikTokアカウントも開設している。
2019年夏にはダンス動画に限らず様々な動画が投稿されていることをアピールするためのCMを打ち出し、ユーザー層を広げた。
2025年6月19日、自由民主党が公式アカウントを開設した。
2025年6月30日にはアプリにEC機能を追加し、「TikTok Shop」のサービスを開始した。

## 流行
TikTokには様々なトレンドが存在する。代表的なものとして、ユーザーがあるお題を真似したり、アレンジして広がるミーム（meme）動画が挙げられる。アプリ内の検索ページにはハッシュタグ（#）のトレンドが表示されており、「ハッシュタグチャレンジ」と題された企画が定期的に開催される。また、日本におけるジャンルごとのハッシュタグは「〇〇界隈」のように末尾に界隈がつけられることが多い。
投稿されるコンテンツは少しづつ変化しており、2018年にはリップシンク（口パク）ダンス動画が流行したが、2019年にはお笑いやエンタメ、動物、赤ちゃんに関する動画など、YouTubeのように多種多様な動画が共有されるようになった。
TikTokは流行音楽の発信源としても注目を集めている。米国のラッパー、リル・ナズ・Xは当初無名のアーティストであったが、楽曲「オールド・タウン・ロード」は、2019年にTikTok上で「#Yeehaw Challenge」と称されたダンスチャレンジが流行したことがきっかけとなり大きな注目を集め、全米シングルチャート19週連続1位の記録を達成した。
日本では、2020年4月頃にシンガーソングライターの瑛人の楽曲「香水」を使用した動画が拡散したことを起点に、YouTubeや他のSNSにもカバー動画が次々と投稿されるといった動きが広がった。
多くのアーティストがTikTokを音楽プロモーションの場所として活用するようになり、音楽業界にとっても重要なメディアとなりつつある。
2021年、日経トレンディが発表する「2021年ヒット商品ベスト30」の1位に「TikTok売れ」が選ばれた。日経BPによると、TikTokは音楽分野に限らず、菓子や飲料などの低単価なものから高級車まで、あらゆる消費の起点となっており、"若者が歌ったり、踊ったりする短尺動画を投稿するアプリ"から"動画で消費を動かす最強のプラットフォーム"へと進化を遂げた、と分析している。
他、2ちゃんねるの人気スレッドやそのまとめサイトなどを映像化したコンテンツが投稿されることも多い。

## アワード
毎年アワード大賞が発表されている。

### 2021年
- TikTok流行語大賞2021：「#モテすぎて草誘ってて森」[59]
- CREATOR OF THE YEAR 2021：バヤシ[59]

### 2022年
- TikTok流行語大賞2022：「それでは聴いてください、チグハグ」[61]
- 特別賞：愛のしるし[61]

## リスク・危険性

### 国家安全保障やプライバシーの懸念
TikTokはユーザーのプライバシーに関する懸念が広く寄せられている。TikTokはそのプライバシーポリシーにおいて、利用情報、IPアドレス、ユーザの携帯電話会社、固有のデバイス識別子、テキスト入力の履歴、位置情報などのデータを収集すると明記されている。2019年12月5日時点での解析結果では、入力された内容を出来る限り名寄せしていることが暴露され、EU一般データ保護規則違反であることが判明した。また、TikTokはユーザーの入力内容を監視しており、パスワードなどを抜き取られるリスクがあるとされる。
アメリカ合衆国の保守派は2020年代の初頭から、TikTokが中国共産党と協力してユーザーの個人情報を収集していると批判している。中国では、国家の要請があれば企業や個人は企業情報を含めたあらゆる情報を提供しなければならないとする国家情報法が制定されており、国家安全保障やプライバシーの懸念から、国家レベルで使用を制限している例もある。当時の国務長官であったポンペオは「利用すれば、個人情報が中国共産党の手に渡りかねない」と発言している。TikTokと中国共産党との関係に対する批判は共和党系のコンサルティング会社だけでなく、Facebookの運営元であるMetaによっても報告されている。
2020年1月、チェック・ポイント・リサーチはTikTokのセキュリティ上の欠陥を発見し、SMSを通じてハッキングを受ける可能性を指摘した。TikTokはアプリを起動していない状態でもIPアドレスやGPSなどを使ってユーザーの位置を追跡し、アドレス帳の連絡先や写真、ムービーなどにアクセスしているとされ、RedditでCEOを務めるスティーブ・ハフマンはTikTokを「スパイウェア」と呼び、「このアプリは基本的に寄生虫のようなもので、常に盗聴を行っていて、フィンガープリントを取得する技術は本当に恐ろしいし、こんなアプリを自分のスマートフォンにインストールしようとはとても思えない」と批判している。 ハフマンのコメントに対して、TikTokは事実無根であると反論した。また、ウェルズ・ファーゴはプライバシーとセキュリティの懸念からこのアプリを社内で禁止している。
2020年5月、オランダのデータ保護局は、子供のプライバシー保護に関連して、TikTokに対する調査を発表した。2020年6月、欧州データ保護委員会は、TikTokのプライバシー保護とセキュリティ慣行についての調査するためにタスクフォースを編成すると発表した。
2020年8月、『ウォール・ストリート・ジャーナル』紙は、TikTokがGoogleの規約に違反する手法でMACアドレスやIMEIなどのAndroidユーザーのデータをトラッキングしていると報告した。 この報告により、米上院で連邦取引委員会での調査を求める意見が表明された。
2021年6月、TikTokはプライバシーポリシーを更新し、「顔写真と声紋」を含む生体データの収集を明記した。 一部の専門家はこの生体データの収集とデータ使用の条件を「曖昧」で「非常に問題がある」と批判した。 CNBCは元従業員の証言として「TikTokとByteDanceの境界はほとんど存在しないほど曖昧だった」「ByteDanceの従業員はTikTokを通じて米国のユーザーデータにアクセスできる」と報じた。
2022年6月、BuzzFeedは、TikTokの社内で行われた会議の録音を紹介し、同社の特定の中国国内の従業員が海外のデータへの完全なアクセス権限を維持していると報じた。
2022年12月、CIA長官は中国政府が米国人利用者の情報を入手する恐れがあると警告した。7日、ByteDanceが中国政府にユーザーデータを引き渡す危険性があるとしてインディアナ州から提訴された。
2023年3月1日（現地時間）、米下院外交委員会は、米国内でTikTokを全面禁止する権限を第46代大統領ジョー・バイデンに付与する法案を賛成多数で可決。翌2024年3月13日（現地時間）には連邦議会下院にて、180日以内にアメリカ国内での事業を売却しなければアプリの配信などを禁止する法案を可決、上院に送られた。同4月23日、上院で可決され、1年以内に売却しなければ米国内でのサービス提供を禁じるとした。
2023年5月、『CNN』は、TikTokは中国共産党の「有用な宣伝工作ツール」であり、党がTikTokの親会社ByteDanceの全情報にアクセスする権限を持っていると元従業員が証言したことを報道した。これは米国内に保存されたデータも含むという。
2024年6月、2024年アメリカ合衆国大統領選挙に出馬するドナルド・トランプ前大統領はTikTokに自らのアカウントを開設し、同年7月にはTikTokを利用禁止とする動きに反対する意向を表明した。トランプは同年3月、訴訟費用で資金難に陥ったトランプを支える共和党の大口献金者でTruth Socialの事業とも関わりがある投資家のジェフ・ヤスに会った後に考えを変えたと見られる。ヤスはTikTokの親会社のByteDanceの主な資金提供者の1人で、ビベック・ラマスワミなど他のTikTokの利用禁止を支持する議員もヤスからの献金を受けてTikTokのアカウントを開設するようになったとされる。また、若い有権者の支持を集めるために息子のバロン・トランプも父ドナルドの選挙活動でのTikTokの活用を後押ししたとされる。

### ヒーティング機能
2023年1月、フォーブスは、TikTokが1日の再生回数の1~2％を占める動画を指定できる機能があると報じた。この「ヒーティング」ツールは、リコメンド・アルゴリズムでは自然に再生されないコンテンツやインフルエンサーを成長させ、多様化する方法として開始した。 FIFAワールドカップやテイラー・スウィフトなどのブランド、アーティスト、NGOの宣伝にも使用された。しかし、従業員が自分や家族のアカウントを宣伝するために悪用する例もあり、運用のガイドラインには裁量の余地が多すぎるとも指摘されている。TikTokは、米国でヒーティングを承認できるのは少数の従業員だけであり、宣伝された動画がユーザーフィードに占める割合は0.002％未満だと主張した。中国政府の影響に関する懸念に対処するため、同社は今後のヒーティングは米国内の精査されたセキュリティ要員のみが実行できるようにし、その過程は第三者機関による監査を受けるとして、対米外国投資委員会（CFIUS）と交渉している。

### 選挙利用への懸念

#### 2024年ルーマニア大統領選への選挙介入疑惑
カリン・ジョルジェスクはルーマニアの極右政治活動家、陰謀論者であり、親ロシア、反NATOの姿勢で知られていた。
ジョルジェスクは2024年のルーマニア大統領選挙に無所属の候補者として立候補した。当初泡沫候補とみなされていたにもかかわらず、最終的には23%を獲得し、第1回投票で最も多くの票を獲得した。ルーマニア当局が提供した文書によると、ジョルジェスクの選挙陣営は100万ユーロ以上の申告外資金を使用し、選挙インフラは「国家主体」から発信されたとみられるサイバー攻撃を受けた。ルーマニア憲法裁判所は12月6日、第1回投票の結果を無効とした。
ジョルジェスク陣営はソーシャルメディア、特にTikTokを活用し、関連動画は4日間で5200万回以上再生され、若い有権者の注目を集めた。ルーマニア国防最高評議会は、TikTokがジョルジェスクに「優遇措置」を与え、それが「大量露出」につながったと述べた。TikTokは、ジョルジュスクは他の候補者と同様に扱われ、「まったく同じルールと制限の対象となった」と主張している。
2024年12月4日、ルーマニアのクラウス・ヨハニス大統領は、ジョルジェスクの支持の伸びは「自然な」ものではなく、「国家主体」によって資金提供され、調節されていると指摘するルーマニアの情報機関の文書を機密解除して公表した。文書によると、ジョルジェスクの広告キャンペーンのスローガン「バランスと垂直性」は、ウクライナをターゲットにロシアの著名人が資金提供したTikTokキャンペーンのスローガン「兄弟に近い兄弟」と手法が同じだった。ルーマニアのメディアは、ジョルジェスクの選挙運動に資金を提供したのはオイゲン・セチラという名の右翼だと報じた。これによると、このキャンペーンはTelegramとDiscordのチャンネルを通じて運営され、TikTokのセキュリティメカニズムを回避し、ジオブロッキングを回避し、コメントスパムの禁止を回避する方法について参加者にアドバイスが与えられたという。関与したアカウントの1つ「bogpr」は、ルーマニア国民のボグダン・ペシュシルとして登録されていると特定され、他のTikTokアカウントに100万ユーロ以上の寄付を行っており、その中にはジョルジェスクのキャンペーンに直接関与したアカウントに支払われた38万1000ユーロも含まれていた。南アフリカの広告会社FA Agencyは、多くのTikTokインフルエンサーに連絡を取り、ジョルジェスクの宣伝に1000ユーロを提供するオファーを行った。合計25000を超えるアカウントがこれらのビデオの宣伝に関与した。
憲法裁判所は12月6日に選挙結果を無効とした。その理由については明らかにしなかった。ジョルジェスクの反対派エレナ・ラスコーニは、「憲法裁判所の決定は違法かつ非道徳的であり、投票という民主主義の本質を踏みにじるものである」と述べた。

### ジャーナリストに対するスパイ行為
2022年10月、バイトダンスが動機は不明ながら特定の米国国民を監視する計画を立てていたと報じられた。これに対し、TikTokは、正確なGPS情報が収集されていないため、報告書で指摘された追跡方法は実現不可能であると反論した。2022年12月、バイトダンスは内部調査の結果、2名のジャーナリストとその接触者のデータが中国と米国の従業員によってアクセスされたことを確認した。これはフォーブスやフィナンシャル・タイムズの記者と面会した可能性のあるリーク情報源を明らかにすることが目的だった。データにはIPアドレスが含まれており、ユーザーの位置を推定するために使用することができた。バイトダンスはこの事件を受けて従業員4人を解雇したと発表した。
この事件は米国司法省とFBIの捜査対象となり、バージニア州東部地区の連邦検事は、TikTokのジャーナリストに対する監視についての情報をバイトダンスに召喚したと伝えられている。2023年12月、米国と中国共産党の間の戦略的競争に関する米下院特別委員会は、捜査の状況についてFBIに報告を求めた。

### 青少年保護措置
ユーザーはアカウントを個人アカウントに設定すると、ユーザーが許可した相手にしかその内容を閲覧できないようになる。不適切な内容の動画を投稿した場合、運営によって動画が削除される。また、その他にも規約違反を行った場合はアカウントが凍結される。
- 不適切な内容の通報、承認したユーザーのみの閲覧または特定のユーザーをブロック、アカウントの非公開設定ができる[要出典]。
  - 2022年12月7日、「使用制限モード」でも不適切コンテンツが表示されてしまう場合があるとしてインディアナ州から提訴された[87]。
- 危険性がある動画や、適切でない可能性がある動画を機械的検出ならびに人的確認の上、危険性があると判断された場合に「動画を視聴する上での注意喚起文」が表示される[要出典]。
- また、精神疾患診断動画に騙されて、医学的根拠のない治療を受けている青少年がいることも問題視されている[123][124]。
  - 2023年1月8日、心理学や神経学を駆使して過剰使用へと駆り立て、子どもらの精神衛生を害したとして提訴された[125]
- 2019年2月27日、13歳未満の児童への情報収集およびならびに保護が足りないことを理由に、アメリカで570万ドル(約6億3000万円)の罰金処分を課された[126]。
  - 12月3日、小児性愛者からの児童保護をサボったとして母親達から集団訴訟を提起される[127]。
  - 2020年5月14日、2019年2月の判決を無視し動画を削除していないのは違法だとして集団訴訟を提訴された[128]。
  - 2021年1月14日、ようやく15歳以下のアカウントを「非公開化」した[129]。
    - 8月13日、プッシュ通知受信可能時間の制限など保護措置を強化した[130]。
    - 2022年10月18日、ライブ配信の年齢要件を18歳以上に引き上げた[131]。
- 2022年12月15日、アルゴリズムが自傷行為や摂食障害に関する有害動画を10代利用者に39秒に1回の頻度で勧奨してしまうことが調査で発覚した[132]。
  - 2021年12月16日にアルゴリズム変更をしたにもかかわらずである[133][134]。

### 検閲
中国本土版（抖音）は中国政府が不適切と考える動画は投稿できない。国際版（TikTok）も同様に中国政府が不適切と考える動画を拒否しているのかどうかの議論と疑惑が存在する。

#### 中国共産党にとって不都合な政治イデオロギーによるもの
- 2019年
  - 9月、チベット独立や天安門事件、法輪功に関する投稿についてはアプリのモデレータが常に検閲していることを、ガーディアンが報じた[135][136]。
  - 11月、アフガニスタン系アメリカ人の少女がまつげをカーリングする動画の途中に、中国共産党によるウイグル人弾圧を批判したため、アカウントが削除された[137]。その後米国TikTokの安全問題責任者は「人為的ミスだった」と釈明・謝罪し、アカウントも復活した[138]。
- 2022年12月、中国当局がVPNも含めた監視拡大を指示した[139]。

#### アンコンシャスバイアスを助長するような商業至上主義によるもの
- 2019年12月2日、LGBTQ、プラスサイズおよび障害者を既定ではいじめリスクがあると勝手に判断し、表示内容いかんによらず到達を制限するリストに入れていたことが発覚した[140]。
  - 2020年3月16日、TikTok側は検閲の理由について「魅力的ではないムービーは新規ユーザーの短期定着率を下げるから」という声明文を発表する[141]。

## 制限

- 規制なし
- 政府機関職員の利用禁止
- 過去にすべての利用者へ規制
- 法的に禁止されているが強制はなし
- すべての利用者で禁止
- TikTokは使えないが、抖音は可能
- 表示はないが、マカオではどのデバイスでもTikTokが利用可能

### アメリカ合衆国
2019年12月、アメリカ政府はTikTokによる国家安全保障上のリスクを強く懸念し、アメリカ陸軍、アメリカ海軍、アメリカ空軍、アメリカ海兵隊と沿岸警備隊に対して、政府支給の端末でのTikTokの使用を禁止。2020年2月23日には運輸保安庁（TSA）の職員に対してもTikTokの使用を禁止した。
- 2020年
  - 7月10日、プライバシー上の懸念があるため使用しないよう、アメリカ二大政党の全国委員会両方ともが警告した[143]。
    - 同日、アマゾンが従業員にスマホから削除するよう通達(同日中に撤回される)[144]。

  - 8月3日、第45代合衆国大統領ドナルド・トランプはアメリカ事業を9月15日までに国内企業に売却しなければ利用を禁止すると発表した[145]。なおトランプ大統領の禁止発言後もマイクロソフトは買収交渉を継続していることを明らかにしていた[146]。
    - 17日、イギリス事業買収にも興味を示していると報じられる[147]。なおこの背景には約1か月前の7月19日、親会社と距離を置くためにイギリス移転を画策していると報じられたことをMSが好機会と捉えた可能性がある[148]。

  - 8月6日、アメリカ連邦議会は政府支給のデバイスで政府職員によるTikTokの使用を禁じる法案を満場一致で可決した[149]。
    - 8日、TikTok禁止の大統領令に反発し、訴訟準備を発表[150]。
      - 23日、提訴したことを報告[151]、24日、正式に受理されたことを報告[152]。

  - 8月14日、トランプ大統領はByteDanceに対してTikTokの米国事業を90日以内に売却することを命じる大統領令を発動した[153]。
    - 29日、中国政府が妨害するために「AI技術輸出には当局承認が必要」と規制強化をする[154]

  - 8月18日、アメリカ事業買収競争にオラクルが参加[155]。
  - 9月13日、ByteDanceによる買収提案の却下を受けてマイクロソフトは買収を断念した[156]。
  - 9日18日、アメリカ合衆国商務省は20日から米国内でのTikTokとWeChat（微信）の新規ダウンロードを禁止すると発表した。翌19日、トランプ大統領はTikTokの米国事業を継続するためのオラクルとの提携案を承認すると表明し[157]、27日に禁止措置を延期した[158]。
  - 11月12日、連邦地裁が命じた一時差し止めに従い、商務省はTikTokの禁止措置を見送った[159]。
  - ?月?日、ネブラスカ州が政府端末での使用禁止を決定[160]。
- 2021年
  - 1月5日、トランプ大統領が5日付けで、8つの中国製アプリとの取引を禁止する大統領令に署名した[161]。
    - (20日にはジョー・バイデン次期大統領が就任予定)

  - 6月10日、第46代大統領ジョー・バイデンは連邦最高裁で違憲判決が相次いで規制が困難であることを鑑み、WeChatとともにTikTokを禁止するトランプ前政権の大統領令を撤回した[162]。

- 2022年
  - 6月17日、バックドアを仕込んでいるとの報道[163]。
  - 6月28日、米国連邦通信委員会のコミッショナーがAppleとGoogleに禁止するよう呼びかけた[164]。
  - 11月末-12上旬、サウスダコタ州、サウスカロライナ州、メリーランド州が相次いで使用禁止を決定[160]。
  - 12月13日、マルコ・ルビオ共和党上院議員らの超党派議員グループが、TikTok禁止法案を議会に提出[165]。14日の夜に「政府端末でのTikTok禁止法」が全会一致で承認され[166]、19日、全会一致で上院を通過し[167]、23日、議会で可決した[168]。
- 2023年
  - 1月9日、ニュージャージー州とオハイオ州が使用禁止を決定[169]。
  - 1月15日、アラバマ州で使用禁止となった[170]。
  - 1月?日、透明性センターの最初の1つがメリーランド州に開設される予定[171]。
- 2024年
  - 3月13日、連邦議会下院にてアプリ配信禁止法案が可決[89]。
  - 4月21日、連邦議会上院にて同法案が可決、25日にバイデンが署名[172]。
- 2025年
  - 1月18日夜にTikTokはサービスを停止したが、19日午後2時に再開し、大統領令で禁止法を延期すると表明したトランプ次期大統領への感謝を述べた声明をTikTokは発表した[173]。また、トランプは合弁会社という形で所有権の5割をアメリカは持つべきだと主張した[173]。翌20日にCEOの周受資は2025年ドナルド・トランプ大統領就任式に出席し[174]、トランプは就任初日の大統領令でTikTokの禁止措置を75日間延期することを命じた[174]。

### アルメニア
アルメニアでは2020年ナゴルノ・カラバフ紛争によりTikTokが2020年11月2日現在規制されている。

### インド
- 2019年4月3日 - タミル・ナードゥ州チェンナイのマドラス高裁が(一時的に)配信禁止の暫定命令を下し、Google Playから削除された[176]。
  - 2019年5月27日 - アプリケーションストアからのパージ(逆ベンダーロックイン)回避のためにオリジナルスマホの開発計画がすっぱ抜かれる[177]。
  - 2020年5月25日 - GoogleがTikTokの評価を(相対的に)上げるために大量の(ネガティブ)レビューを削除したことが発覚した[178]。
- 2020年6月29日 - インド政府は2020年までに、国家安全保障とプライバシーに関わる懸念から使用を禁止した[179][180]。
- 2020年7月27日 - TikTokのクローン版であるTikTok Liteを禁止した[181]

### インドネシア
2018年7月3日、インドネシア政府はTikTokがポルノや宗教を冒涜するようなものといった不適切な内容を拡散させているとしてTikTokの使用を一時的に禁止した。その後TikTokは直ちに20名の従業員を利用して不適切な内容を規制することを約束したため、インドネシアにおけるTikTokの使用規制は2018年7月11日に解除された。

### 日本
日本でも、2020年7月、自民党の「ルール形成戦略議員連盟」（会長・甘利明税調会長）が安全保障などの懸念からTikTokを念頭に中国発のアプリ利用を制限するよう、政府に提言する方針を固めた。
2023年3月8日、国民民主党が所属国会議員と秘書、党職員が使用するスマートフォンなどの業務用端末におけるTikTokの使用禁止を決定した。

### パキスタン
パキスタン電気通信庁（PTA）は2020年10月8日に「社会各界からTikTokの不道徳および下品な内容に関する大量の苦情が寄せられた」としてTikTokの使用を禁止した。PTAはTikTokが当局の納得いく管理体制を構築できれば、禁止令の見直しを行うことを検討していると発表し、その約束通り2020年10月19日、TikTokの最高幹部が違法な内容をアプリにアップロードするユーザーのアカウントを凍結すると宣言したため、PTAはTikTokの使用禁止令を解除した。

### アフガニスタン
2022年4月、通信情報技術省は「TikTokは人々の時間を無駄にしていると多くの苦情を受けた」として、インターネットサーバーからアプリを削除し、アフガニスタンのすべての人がアプリにアクセスできないようにするように命じられた。タリバンの副報道官イナムラ・サマンガニは「下品なコンテンツはシャリーア（イスラム聖法）に沿っていなかった」とした。

### バングラデシュ
2018年11月、バングラデシュ政府はポルノとギャンブルの取り締まりという名目でTikTokアプリへのアクセスを遮断したが数ヶ月後に解除され、TikTokが規制されていた数ヶ月の間シンガポール企業のBIGOテクノロジー（-Technology）が開発したLikeeというTikTokのコピー版アプリがバングラデシュで人気を博した。

### 欧州連合
2023年2月23日、欧州連合の欧州委員会は「セキュリティー上の措置」として職員の公用携帯端末でのTikTok使用を禁止すると発表した。

## 社会問題
注目を集めるために公共の場で動画を撮影する、撮影目的で大音量の音楽を鳴らす、店の許可なしに勝手に動画を撮影して迷惑をかけるなどのケースが存在する。
また、個人情報となる素顔や自宅付近の映像などから住所や個人が特定されてストーカーに発展したり、自身の顔が映った動画がYouTubeなどの動画配信サイトに無断転載されるなど、様々な社会問題の発生が危惧されている。実際に、日本や海外でもTikTokの使用に起因するトラブルが多発している。

### 日本
日本では、一部ユーザーの迷惑行為が問題視されるようになっている。公共の場であるにもかかわらず、大音量で音楽を流したり大騒ぎする様子を撮影しているユーザーに対して苦言を呈する意見が出ているほか、人気アーティストのコンサートにおいて、ステージの様子を撮影し投稿する盗撮行為について問題視する意見が挙がっている。また、いじめ、スーパーやコンビニなどで購入する前の飲料水を飲む、公共の場の物を破壊する、線路の上や道路の中心などに降りてダンスをするなどの犯罪に当たる行為が撮影された動画が投稿され、問題視されている。職務質問の際にダンス等で警察官を挑発する動画が投稿されており、公務執行妨害や威力業務妨害に当たるのではないか、という意見が上がっている。
2019年7月17日、TikTokに投稿されていた児童ポルノを拡散した高校生と大学生9人が書類送検された。
2022年6月4日、自らのフォロワーの少女に対しわいせつ行為をしたとして、ティックトッカー2人が、愛知県警察に愛知県青少年保護育成条例違反容疑で逮捕された。
2023年1月には、大手回転寿司チェーンのはま寿司で、若い男性客がレーンに流れてきた他人の注文品を横取りして食べる動画が投稿されたほか、同じはま寿司の別店舗では客が他人の注文品に備え付けのわさびを勝手に載せる動画が、さらにくら寿司の店舗では客が一度レーンから取った寿司を再びレーンに戻す行為を映した動画が、スシローの店舗では若い男性客が醤油さしや湯呑みをなめ回して他の客も使う棚に戻したり、レーンで回っている商品の寿司に唾液をつけるなど不適切な行為を撮影した動画が短期間に相次いでTikTokなどのSNSに拡散されるなど、回転寿司チェーン各店を標的にした迷惑動画の投稿が社会問題化し、さらに回転寿司チェーンに限らず、他の業態の飲食店などでも客による迷惑行為を撮影した動画がTikTokやInstagramのストーリーズなどに投稿され、それが他のSNSに拡散されて炎上し、結果的に投稿者が刑事立件される事態となるなど社会問題化している。
さらに、2023年2月4日にはJR四国の予讃線伊予大洲駅 - 西大洲駅間と見られる場所で、男が建物の屋上駐車場から工事現場などで使われるポールを線路上に向かって投げ入れる危険行為を撮影した動画を投稿するなど、主に若者がTikTokなどを利用して法的・倫理的に問題のある動画を投稿する傾向が後を絶たず、大きな社会問題となっている。

### 中華人民共和国本土
2016年9月、ByteDance（バイトダンス、北京字節跳動科技）は、まず中国本土市場向けに抖音（ドウイン、Douyin）をリリースした。その後2017年に中国本土以外の地域に向けて国際版のTikTokをリリースしたが、中国本土では外国のSNSは基本的に利用不可の方針を中国政府がとっているため、国際版は中国本土で利用ができないように設計されている。
2018年5月6日、重慶市で列車の屋根に乗り動画を撮影していた男性が、高圧線に触れ感電死する事故が発生した。男性が電車の屋根に乗っていた理由について、「TikTokに投稿する動画を撮るため」と報道され物議を醸したが、その後男性の恋人がTikTokへの投稿目的での動画撮影を否定した。しかし、中国のネット上では恋人の供述を疑問視する声や、アクセス数目的の過激な行為への批判的な意見が相次いでいる。

### 香港
2020年7月7日、中国政府が香港で国家安全維持法を施行したことなどから、数日以内に香港市場から撤退することを明らかにした。中国政府の検閲に従っている中国本土版（抖音）を香港市場に導入するかは未定であるが、本土の中国人が香港に旅行したり滞在するため、中国本土版（抖音）は既に香港で多数の利用者がいる。

### インドネシア
2018年7月3日から、インドネシア政府は一般市民へのポルノや冒涜などの違法コンテンツの蔓延を懸念し、一時的にアプリをブロックした。その後、Bytedanceが不適切なコンテンツの削除、政府との連絡窓口の開設、年齢制限とセキュリティーメカニズムの導入などの対策を実施したため、1週間後にはブロックが解除された。

### インド
2019年4月6日、インド南部タミル・ナードゥ州都チェンナイの高等裁判所は、インド中央政府に対しTikTokのダウンロードを禁止するよう命じた。裁判所は、アプリがポルノを助長し、青少年の精神の健全性を損なうと裁定した。裁判所の暫定命令は、チェンナイを拠点とする弁護士Muthu Kumarの申し立てによるもので、他にも同命令では、TikTok経由で共有されたビデオを放送しないよう現地メディアに要請している。
2019年2月にもタミル・ナードゥ州政府の情報技術代表が、中央政府宛ての書簡にて、TikTokが「文化的な劣化」を促し、ネット上のいじめ、児童ポルノの温床となっていると主張し、アプリの禁止を求めていた。
報道を受けて、Bytedanceは「裁判所からの正式な命令を待って、内部調査の後に対応する」とのコメントを発表した。また、アプリの運用方針について「現地の法的規則を順守する」と述べている。
2020年6月29日、インド電子・技術省はTikTokの使用を禁止した。理由として、主体や一様性の問題があると述べられている。また、インド国内からは、 利用者のデータをインド国外のサーバーへ転送したり悪用したりしているとの多くの苦情が寄せられていたという。声明で中国の名前は出していないものの、今回のアプリの使用禁止は、インドと中国の間で軍事的緊張が高まっているのが原因だとみられる。

### アメリカ合衆国
13歳未満のユーザーの割合が高いことを把握しながらも、ユーザーの個人情報を収集するだけでなく、プロフィールを公開状態にしており、さらに2016年10月までユーザーの居所までわかる状態となっていた。この状況をFTC（連邦取引委員会）が問題視し、COPPA（Children's Online Privacy Protection Act：児童オンラインプライバシー保護法）に違反すると指摘した。FTCによれば数千件の苦情が寄せられていたにもかかわらず、Bytedanceは必要な対応を講じていなかったとされる。
その後、ユーザーの年齢制限が導入され、13歳未満の子供は他のユーザーのフォローのみを可能とし、自分から動画の投稿やシェアを行うことは不可能となった。また、ユーザーに安全な使用方法を指導する動画も公開した。
2019年2月、FTCとBytedanceとの間で和解が成立し、和解条件として同社に罰金570万ドル（約6億3000万円）の支払いが命じられた。

## 事件

### TikTok利用者のデータに不正にアクセス
米国と中国に勤務する4人の従業員がTikTok利用者のデータに不正にアクセスし記者が使用している端末の情報を入手していたことが発覚した。TikTokを運営するバイトダンスを批判的に書いている米誌フォーブスや英紙フィナンシャル・タイムズの記者が被害にあったという。なおこの事件の背景にはバイトダンスがユーザー位置情報追跡を画策していることがすっぱ抜かれたことによる炙り出しによるもの。

### バイトダンスがTikTok事業売却法案に対して米国ユーザーへ抗議電話を呼びかけるメッセージ表示
米国では安全上の懸念からTikTok事業売却案が持ち上がった。それに対しTikTok運営側が法案に反対するように米国ユーザーに向けてアプリ内でメッセージを表示させ抗議電話を送るように仕向けた。その結果、国会議事堂の議員用の電話回線はパンクするほど抗議電話が殺到した。これをきっかけに議会が全会一致で法案推進をスピード採決になった。